# Freire (kommun)
Freire är en kommun i Chile.   Den ligger i provinsen Provincia de Cautín och regionen Región de la Araucanía, i den södra delen av landet, 600 km söder om huvudstaden Santiago de Chile. Antalet invånare är 21 890. Arean är 935 kvadratkilometer.
Terrängen i Freire är kuperad åt sydost, men åt nordväst är den platt.
I omgivningarna runt Freire växer huvudsakligen savannskog. Runt Freire är det ganska tätbefolkat, med 179 invånare per kvadratkilometer.